# Rotschwanzmeerkatze
Die Rotschwanzmeerkatze oder Kongo-Weißnasenmeerkatze (Cercopithecus ascanius) ist eine Primatenart aus der Gattung der Meerkatzen (Cercopithecus) innerhalb der Familie der Meerkatzenverwandten (Cercopithecidae).

## Merkmale
Rotschwanzmeerkatzen haben ein schwarzes Gesicht mit einem weißen Backenbart, einem weißlichen Nasenfleck und blauer Haut um die Augen. Der Körper ist braun, die Gliedmaßen schwarzgrau gefärbt. Die Schwanzspitze ist an der Unterseite rot. Die Kopfrumpflänge dieser Tiere beträgt 40 bis 60 Zentimeter und ihr Gewicht 3 bis 6 Kilogramm.

## Verbreitung und Lebensraum

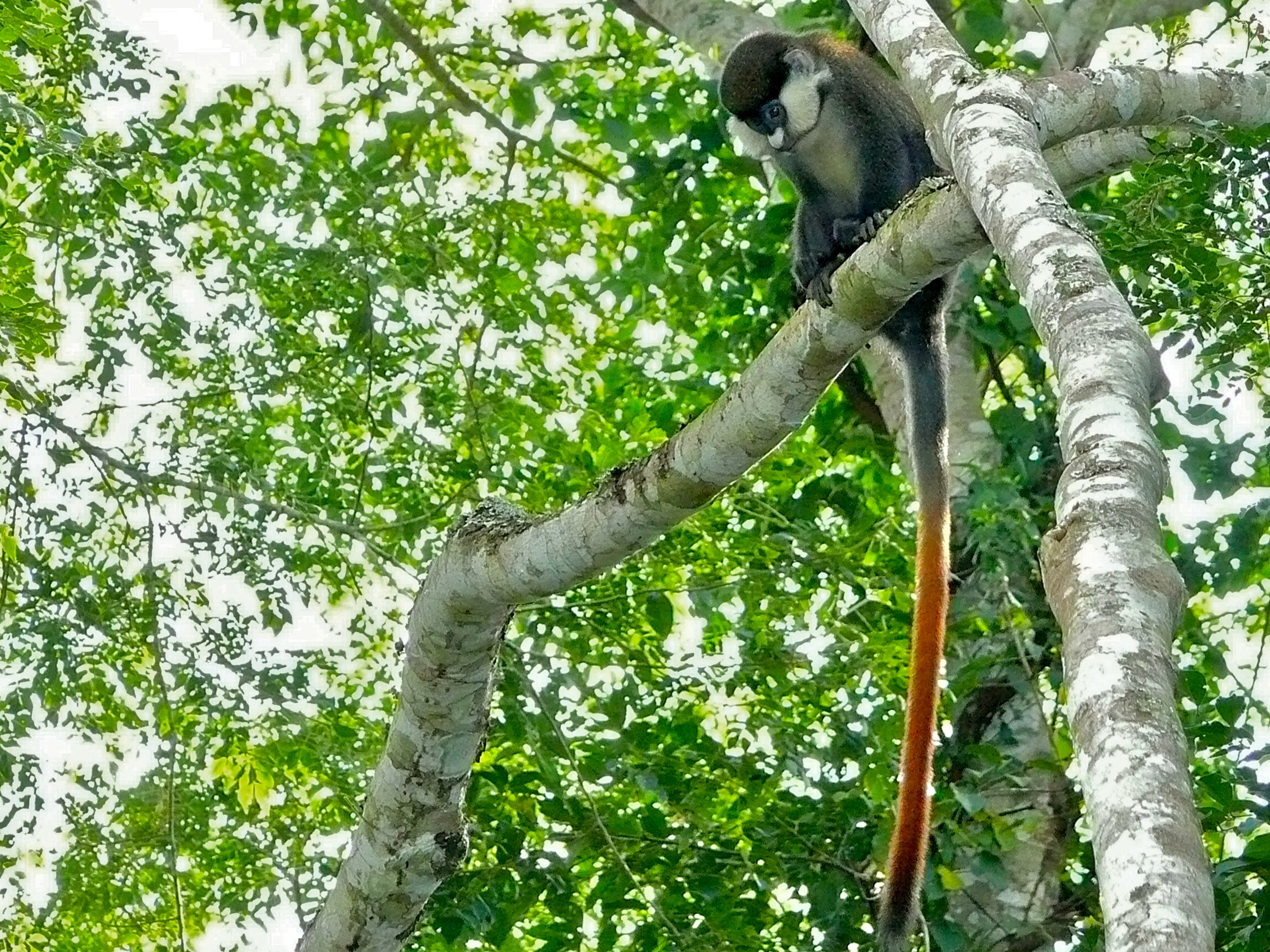
C. ascanius schmidti im Kibale-Nationalpark in Uganda

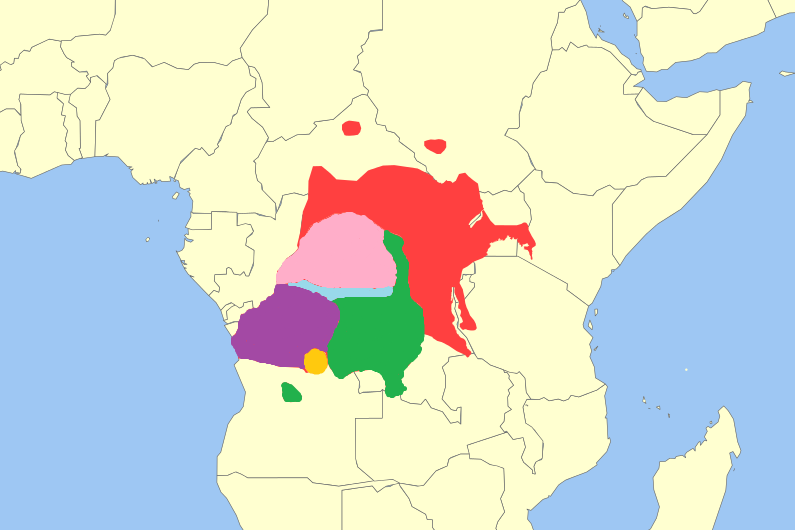
Verbreitungsgebiet der Rotschwanzmeerkatze.
C. a. ascanius
C. a. katangae
C. a. atrinasus
C. a. schmidti
C. a. whitesidei
C. a. whitesidei / C. a. katangae

Rotschwanzmeerkatzen leben im zentralen und südlichen Teil Afrikas, von Zentralafrika über Uganda bis Angola. Ihr Lebensraum sind in erster Linie tropische Regenwälder, daneben sind sie auch in Sumpfwäldern und anderen Waldtypen zu finden.

## Lebensweise
Diese Tiere leben in Haremsgruppen, die sich aus einem Männchen, mehreren Weibchen und ihrem Nachwuchs zusammensetzen, die Gruppengröße liegt meist zwischen 11 und 14 Tieren. Sie sind tagaktive Baumbewohner, die sich in den unteren und mittleren Schichten der Wälder aufhalten. Sie vergesellschaften sich oft mit Diademmeerkatzen und Stummelaffen.
Die Nahrung dieser Tiere besteht vorwiegend aus Früchten, daneben nehmen sie auch Insekten, Blüten und Blätter zu sich.
Nach rund fünfmonatiger Tragzeit bringt das Weibchen ein einzelnes Jungtier zur Welt. Dieses wird nach sechs bis 12 Monaten entwöhnt und mit vier bis sechs Jahren geschlechtsreif.

## Unterarten
Gegenwärtig werden fünf Unterarten unterschieden:
- Schwarzwangen-Weißnasenmeerkatze (Cercopithecus ascanius ascanius)
- Schwarznasenmeerkatze (Cercopithecus ascanius atrinasus)
- Katanga-Weißnasenmeerkatze (Cercopithecus ascanius katangae)
- Schmidt-Weißnasenmeerkatze (Cercopithecus ascanius schmidti)
- Gelbnasen-Meerkatze (Cercopithecus ascanius whitesidei)

## Bedrohung
Rotschwanzmeerkatzen werden gejagt, weil sie manchmal Plantagen verwüsten, auch als Überträger des Gelbfiebers sind sie gefürchtet. Trotzdem sind sie relativ häufig und zählen nicht zu den bedrohten Arten.